# 錫里烏鄉
45°28′N 26°14′E / 45.467°N 26.233°E
錫里烏鄉（羅馬尼亞語：Comuna Siriu, Buzău），是羅馬尼亞的鄉份，位於該國東南部，由布澤烏縣負責管轄，面積224平方公里，海拔高度490米，2007年人口3,153，人口密度每平方公里14人。